# Blennidus obscuripennis
Blennidus obscuripennis là một loài bọ chân chạy thuộc phân họ Pterostichinae. Loài này được Solier mô tả năm 1849.